# John Wesley Edward Bowen

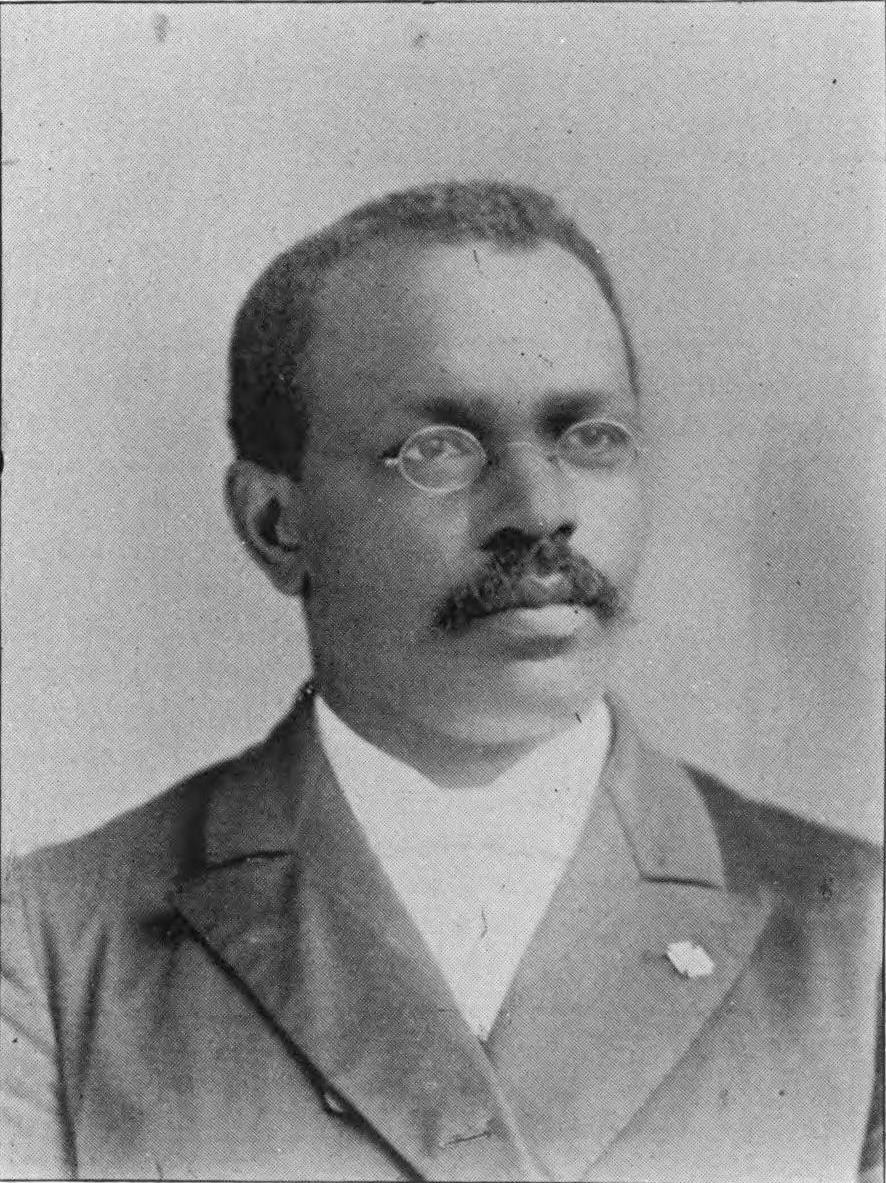
J. W. E. Bowen (1896)

John Wesley Edward Bowen (* 3. Dezember 1855 in New Orleans; † 20. Juli 1933 in Atlanta) war ein methodistischer Theologe, Altphilologe und Kirchengeschichtler sowie Bürgerrechtler.  
Bowen wurde als Sklave in New Orleans geboren; seine Eltern waren Edward Bowen und Rose Simon. Der Vater, ein Zimmermann, stammte aus Maryland und geriet in die Sklaverei, als er nach New Orleans zog. Es gelang ihm aber, zunächst sich selbst freizukaufen und dann Frau und Kind (1858). Während des Amerikanischen Bürgerkriegs kämpfte er in der Union Army. 
John W. E. Bowen studierte an der New Orleans University, die von der Bischöflichen Methodistenkirche als Ausbildungsstätte für Freigelassene gegründet worden war. Er gehörte dem ersten Jahrgang an, der 1878 die Bachelor-Prüfung ablegte. In den vier folgenden Jahren unterrichtete er Mathematik, Altgriechisch und Latein am Central Tennessee College in Nashville. 1882 immatrikulierte er sich an der Boston University zum Studium der Theologie. Er spezialisierte sich in Kirchengeschichte, erwarb zusätzliche Sprachkenntnisse in Hebräisch, Arabisch und Deutsch und promovierte 1897. Damit war er erst der zweite Afroamerikaner, der in den Vereinigten Staaten den Doktorgrad erreichte. Eine Tätigkeit als Gemeindepfarrer schloss sich an (Centennial Methodist Episcopal Church, Baltimore; Asbury Methodist Episcopal Church, Washington, D.C.) 
1893 erhielt Bowen einen Lehrstuhl für Kirchengeschichte am neugegründeten Gammon Theological Seminary in Atlanta, den er bis zu seiner Emeritierung 1932 innehatte. Bowen setzte sich für die Rechte von Afroamerikanern ein und hier besonders für Bildungsfragen.  
1904 gründete Bowen gemeinsam mit Jesse Max Barber die Zeitschrift Voice of the Negro, die zeitweise bis zu 15.000 Abonnenten hatte. 1905 trat er der Niagara-Bewegung bei, die sich für die Bürgerrechte von Afroamerikanern einsetze. Im Massaker von Atlanta 1906 öffnete er das Seminargebäude für die Opfer und wurde selbst von der Polizei misshandelt und verhaftet. 
Bowen war der bekannteste Afroamerikaner der Methodist Episcopal Church. Bei ihren Generalkonferenzen 1896, 1900 und 1904 erhielt er jeweils viele (aber nicht genügend) Stimmen als Kandidat für das Bischofsamt. Als die Kirche erstmals schwarze Bischöfe ernannte (1920), war er für dieses Amt bereits zu alt.
John W. E. Bowen war seit 1886 mit Ariel Serena Hedges verheiratet. Die Eheleute hatten vier Kinder. Nach dem Tod seiner Frau heiratete Bowen 1904 Irene L. Smallwood; diese Ehe blieb kinderlos. Einer der Söhne aus erster Ehe, John W. E. Bowen Jr., wurde nach einem Studium unter anderem in Harvard 1948 zum methodistischen Bischof ernannt und hatte dieses Amt bis 1960 inne.